# ليه سميث
ليه سميث (بالإنجليزية: Les Smith)‏ (2 أكتوبر 1920 مانشستر المملكة المتحدة - 1 يناير 2001 إنجلترا المملكة المتحدة) هو لاعب كرة قدم بريطاني.